# Sebastian von Lodron
Sebastian von Lodron (ur. 28 sierpnia 1601 w Concesio, zm. 4 września 1643 tamże) – austriacki duchowny rzymskokatolicki, w latach 1630-1643 biskup Gurk.

## Życiorys
Sebastian von Lodron urodził się jako syn Hieronima von Lodron i jego żony Julii de Zanetti. 26 sierpnia 1630 został mianowany biskupem Gurk. Data jego sakry nie jest pewna.  
Biskup Lodron bardzo rzadko przebywał w swojej diecezji, większość czasu spędzał w Wiedniu.  
Zmarł 4 września 1643 podczas wizyty u swojej rodziny w Concesio i został pochowany w rodzinnym grobie. Jego młodszy brat Franz poszedł w jego ślady zostając biskupem Gurk. 